# Point of Ardnamurchan

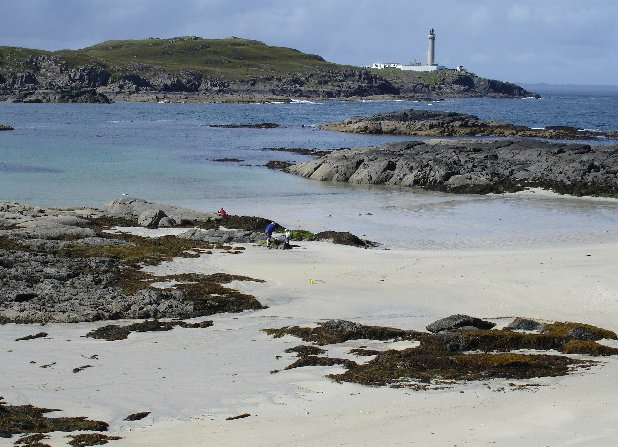
Point of Ardnamurchan

Der Point of Ardnamurchan (schottisch-gälisch: Rubha Aird nam Murchan) auf der Halbinsel Ardnamurchan liegt in der Nähe des westlichsten Punktes der Insel Großbritannien auf rund 6° 14′ westlicher Länge. Somit liegt er westlicher als Belfast oder Dublin auf der westlich von Großbritannien liegenden Insel Irland. 
Am Point of Ardnamurchan befindet sich der 1849 eingeweihte Ardnamurchan-Leuchtturm.
Point of Ardnamurchan wird gelegentlich als westlichster Punkt des britischen Festlandes angesehen. Dieser liegt aber ein wenig südlich davon auf der Landzunge Corrachadh Mòr.
Koordinaten: 56° 43′ 39,2″ N, 6° 13′ 33,5″ W